# 윌프리드 카농
세르주 윌프리드 카농(프랑스어: Serge Wilfried Kanon, 1993년 7월 6일 ~ )은 코트디부아르의 축구 선수로, 쿠웨이트 프리미어리그의 알자흐라와 코트디부아르 국가대표팀에서 센터백으로 활약하고 있다.

## 구단 경력

### 초기 경력
코트디부아르 타보에서 태어난 카농은 2010년 프리마베라 챔피언십에서 엠폴리의 주니어 팀에 데뷔했다. 17살의 나이에, 그는 노바라와 2-2로 비긴 경기에서 청소년 팀을 위해 득점을 했다.

### ADO 덴하흐
코로나 브라소프의 취업 허가 문제 이후, 카논은 에레디비시의 ADO 덴하흐와 2년 계약을 맺도록 방출되었다. 이 문제는 네덜란드에서도 계속되어 시즌 전반기 동안 경기에 출전할 수 없었다. 2014년 1월 25일, 그는 3-2로 이긴 페예노르트와의 안방 경기에서 구단 데뷔 전을 치렀다.
2015년 7월, 카논은 €500,000의 이적료를 제공한 리그 1 구단 릴로 이적할 뻔 했다. 그곳에서, 그는 코트디부아르의 2015년 아프리카 네이션스컵 정복 동안 그를 지도했던 에르베 르나르 감독과 재회했을 것이다. 심장 부정맥이 드러난 건강 검진은 이 조치를 실패로 이끌었고, 카농은 심장 수술을 받기 위해 헤이그로 돌아갔다.
2016-17 시즌 동안, 그는 28경기에 출전하여 1골을 넣었다. 그의 유일한 골은 4-1로 이긴 엑셀시오르와의 시즌 마지막 경기에서 터졌다.

### 피라미즈
2019년 9월 18일, 카농은 이집트 프리미어리그 팀 피라미즈에 입단했으며, 2021년 2월 1일 카타르 스타스 리그 팀 알가라파와 6개월 임대 계약을 체결했다.

### HIFK
2022년 3월 28일, 카농은 핀란드의 HIFK와 계약을 체결했다.

## 국가대표팀 경력
카농은 2015년 1월 11일 나이지리아와의 경기에서 코트디부아르 국가대표팀으로 합류해 첫 경기를 치렀다.

## 수상

### 국가대표팀
코트디부아르
- 아프리카 네이션스컵 : 우승 (2015)[11]